# Каннето-Павезе
Каннето-Павезе (итал. Canneto Pavese) — коммуна в Италии, находится в регионе Ломбардия, в провинции Павия.
Население составляет 1447 человек (2008), плотность населения составляет 249 чел./км². Занимает площадь 6 км². Почтовый индекс — 27044. Телефонный код — 0385.
Покровительницей коммуны почитается Пресвятая Богородица, празднование 16 июля.

## Демография
Динамика населения:

## Администрация коммуны
- Официальный сайт: http://www.comune.cannetopavese.pv.it/